# Indian Railways

Сеть железных дорог в Индии

Indian Railways (хинди भारतीय रेल) — самое крупное государственное предприятие в Индии, оператор, управляющий 99 % железнодорожной сети страны.
Основные грузы, перевозимые по железной дороге: уголь, руда, зерно, нефть, цемент, глинозём, удобрения.
Протяжённость железнодорожных линий, управляемых Indian Railways, составляет 62 211 км, из них 9 100 км электрифицированы. Используются три системы электрификации: переменный ток 25 кВ, 50 Гц, постоянный ток 3 кВ, постоянный ток 1,5 кВ.
На линиях Indian Railways ширина колеи составляет 1676 мм (55,5 % от общей протяжённости линий), а также 1000, 762 и 610 мм. Наибольший объём перевозок (94,5 %) выполняется по линиям с шириной колеи 1676 мм. В 1951 году доля дорог с шириной колеи 1676 мм составляла 50 %,1000 мм — 40 %, узкой колеи — 10 %. Ввиду того, что ширина колеи в разных местах железнодорожной сети страны может различаться, рациональное использование железнодорожного транспорта затрудняется. В год на станциях стыкования железных дорог с разной шириной колеи перегружается около 20 млн тонн грузов.

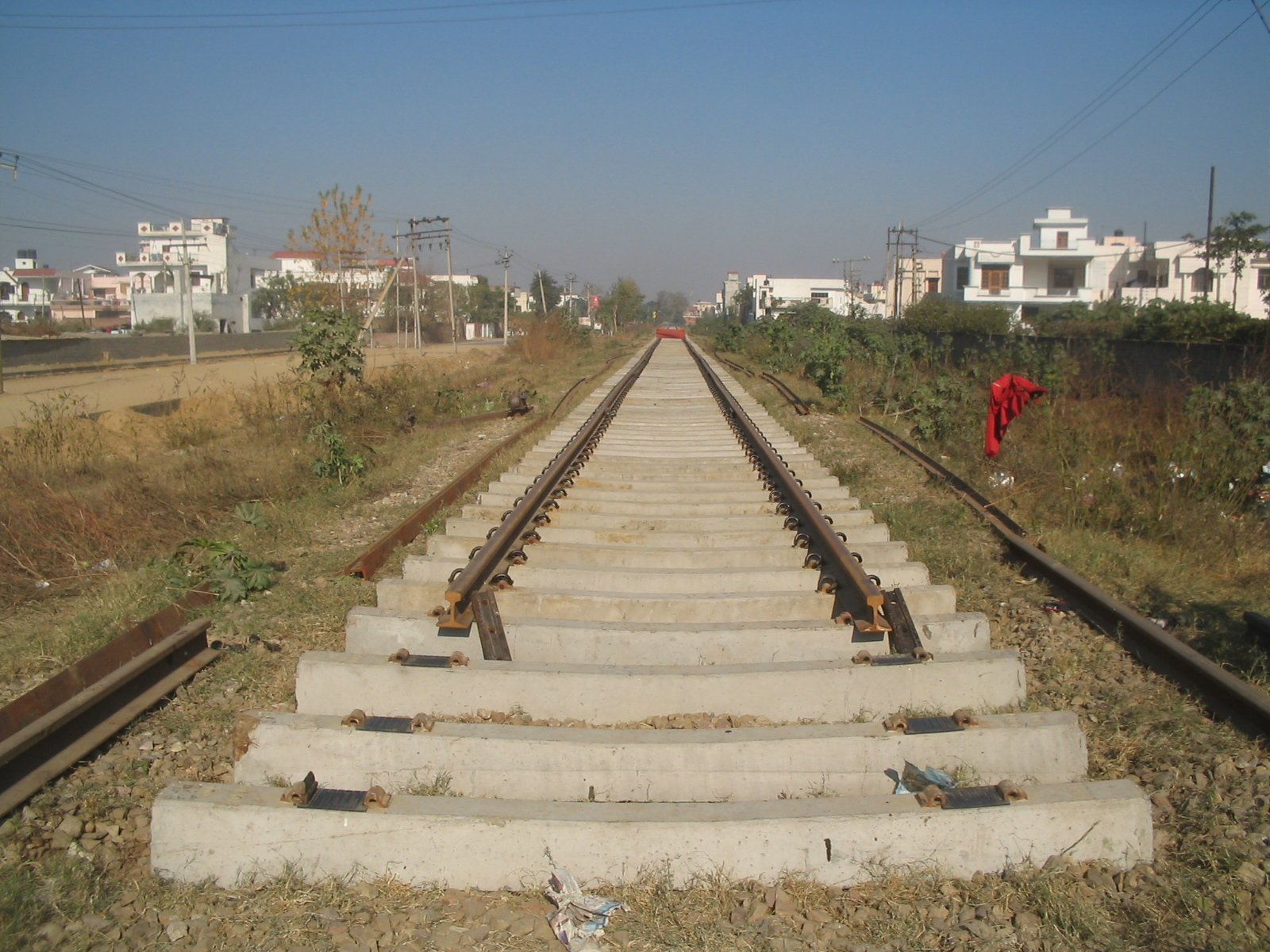
Ремонт пути на Indian Railways

Железнодорожный путь уложен на стальных, железобетонных и деревянных шпалах. Масса погонного метра рельсов составляет в основном 52 и 60 кг.
Железнодорожная сеть больше развита в северных, северо-восточных и южных районах Индии. Основные магистрали: Дели — Варанаси — Калькутта, Дели — Джайпур — Ахмадабад — Мумбаи, Калькутта — Ченнаи, Дели — Нагпур — Хайдарабад — Ченнаи. Электрифицированы линии Дели — Калькутта, Дели — Мумбаи, Калькутта — Мумбаи.
В локомотивном парке паровозы (38 %), тепловозы (42 %) и электровозы (около 20 %). На 1950 год на железных дорогах Индии насчитывалось 8400 паровозов, локомотивы другого типа не использовались.